# Walikota Surabaya Cup 2011
Der Walikota Surabaya Cup 2011 im Badminton fand vom 2. bis zum 7. Mai 2011 in Surabaya statt.

## Sieger und Platzierte
| Disziplin    | Gold                                    | Silber                              | Bronze                                       |
| ------------ | --------------------------------------- | ----------------------------------- | -------------------------------------------- |
| Herreneinzel | Andreas Adityawarman                    | Adnan Fauzi                         | Dea Adi Rangga                               |
| Herreneinzel | Andreas Adityawarman                    | Adnan Fauzi                         | Senatria Agus Setia Putra                    |
| Dameneinzel  | Rosaria Yusfin Pungkasari               | Ganis Nur Rahmadhani                | Tike Arieda Ningrum                          |
| Dameneinzel  | Rosaria Yusfin Pungkasari               | Ganis Nur Rahmadhani                | Sylvinna Kurniawan                           |
| Herrendoppel | Rian Sukmawan Yonathan Suryatama Dasuki | Andhika Anhar I Komang Sandi        | Dwi Setiawan Ade Yusuf                       |
| Herrendoppel | Rian Sukmawan Yonathan Suryatama Dasuki | Andhika Anhar I Komang Sandi        | Moh. Sholuhuddin Allan Nur Wahid             |
| Damendoppel  | Devi Tika Permatasari Natalia Poluakan  | Andreani Ratnasari Maya Rosita      | Aulia Putri Darajat Yayu Rahayu              |
| Damendoppel  | Devi Tika Permatasari Natalia Poluakan  | Andreani Ratnasari Maya Rosita      | Kheisya Variella Aprilsasi Putri Lejarsari   |
| Mixed        | Andhika Anhar Keshya Nurvita Hanadia    | Viki Indra Okvana Gustiani Megawati | Yonathan Suryatama Dasuki Sylvinna Kurniawan |
| Mixed        | Andhika Anhar Keshya Nurvita Hanadia    | Viki Indra Okvana Gustiani Megawati | Dwi Setiawan Devi Tika Permatasari           |